# 24 Dywizja Piechoty (III Rzesza)
24 (Saksońska) Dywizja Piechoty (niem. 24. Infanterie-Division) – niemiecka dywizja z czasów II wojny światowej, uczestniczyła w agresji na Polskę i Francję oraz ataku na Związek Radziecki.

## Formowanie i szlak bojowy
Sformowana na mocy rozkazu z 15 października 1935, miejsce stacjonowania sztabu Chemnitz. Stacjonowała w IV Okręgu Wojskowym. Dywizja wzięła udział w ataku na Polskę. Wchodziła w skład 8 Armii. Podczas Polskiego zwrotu zaczepnego nad Bzurą broniła Głowna i Łowicza. Odparła atak Wielkopolskiej Brygady Kawalerii na Głowno. Polska 16 Dywizja Piechoty 11 września rano zaatakowała Łowicz. W nocy zdobyła go, wypierając Niemców na 3 km od miasta. Niemcy kontratakowali, ponownie zajmując miasto. Polacy zaatakowali jeszcze raz. Zdobyli połowę Łowicza, ale wycofali się na wieść o nadchodzącej kolumnie niemieckich czołgów i samochodów pancernych. Później dywizja przekroczyła Bzurę atakując polskie tyły.
W 1940 roku uczestniczyła w agresji na Francję. Po zakończeniu walk pełniła rolę okupacyjną. W kwietniu 1941 roku została przerzucona do okupowanej Polski i od 22 czerwca 1941 brała udział w ataku na Związek Radziecki. Walczyła pod Leningradem. Następnie wycofała się na Łotwę. Wojnę zakończyła w kotle kurlandzkim, oddając się w 1945 do niewoli Armii Czerwonej.

## Dowódcy dywizji
- gen. por. Werner Kienitz 15 X 1935 – 1 IX 1938;
- gen. por. Sigismund von Förster 1 IX 1938 – 1 XI 1938;
- gen. por. Friedrich Olbricht 1 XI 1938 – 15 II 1940;
- gen. por. Justin von Obernitz 15 II 1940 – 14 VI 1940;
- gen. por. Hans von Tettau 14 VI 1940 – 23 II 1943;
- gen. por. Kurt Versock 23 II 1943 – 28 II 1944;
- gen. por. Hans Freiherr von Falkenstein 28 II 1944 – 3 VI 1944.

## Struktura organizacyjna
Skład w sierpniu 1939
- 31 pułk piechoty: miejsce postoju sztabu, I i III batalionu, 13 kompanii dział i 14 kompanii przeciwpancernej – Plauen, II batalionu – Zwickau, I i II rezerwowego batalionu – Glauchau;
- 32 pułk piechoty: miejsce postoju sztabu, I i III  batalionu – Teplitz - Schönau, II batalionu – Brüx, 13 kompanii dział i 14 kompanii przeciwpancernej – Dux;
- 102 pułk piechoty: miejsce postoju sztabu, I batalionu 13 kompanii dział i 14 kompanii przeciwpancernej – Chemnitz, II batalionu – Altenburg, III batalionu - Glauchau
- 24 pułk artylerii: miejsce postoju sztabu, I  i II dywizjonu – Altenburg, III dywizjonu – Teplitz - Schönau ;
- I dywizjon 60 pułku artylerii ciężkiej: miejsce postoju – Frankenberg;
- 24 batalion pionierów: miejsce postoju – Reisa;
- 24 oddział przeciwpancerny: miejsce postoju – Borna;
- 24 oddział łączności: miejsce postoju – Chemnitz;
- 24 oddział obserwacyjny: miejsce postoju – Chemnitz;

Skład w styczniu 1940
31, 32 i 102 pułk piechoty, 24 pułk artylerii, I/60 pułk artylerii ciężkiej,  24 batalion pionierów, 24 oddział rozpoznawczy, 24 oddział przeciwpancerny, 24 oddział łączności,  24 polowy batalion zapasowy;
Skład w kwietniu 1944
31 pułk grenadierów, 32 pułk fizylierów, 102 pułk grenadierów, 24 pułk artylerii, I/ 60 pułku artylerii ciężkiej, 24 batalion pionierów, 24 batalion fizylierów, 24 oddział przeciwpancerny, 24 oddział łączności, 24 polowy batalion zapasowy;